# Raymond Moylette
Raymond Peter Moylette (ur. 11 kwietnia 1990) –), czasem pisany jako Moylett, to irlandzki bokser zawodowy. Jako amator reprezentował Irlandię, zdobywając złote medale na Młodzieżowych Mistrzostwach Świata 2008 i Mistrzostwach Europy 2011.

## Kariera amatorska

### Irlandzkie tytuły juniorskie
Moylette reprezentował St Anne's Boxing Club w Westport, z którym boksował od szóstego roku życia i zdobył cztery tytuły krajowe, od poziomu Boy 1 do dywizji młodzieżowej. W 2007 roku wygrał zarówno dywizję kadetów, jak i młodzieży (do lat 19), a także zdobył nagrodę dla najlepszego boksera mistrzostw, stając się posiadaczem tytułu młodzieżowego.[2]

### Młodzieżowe Mistrzostwa Świata
Na Młodzieżowych Mistrzostwach Świata w Guadalajarze w Meksyku Moylette zdobył złoty medal w wadze półciężkiej (60 kg), stając się pierwszym irlandzkim bokserem w historii, który zdobył złoty medal na Młodzieżowych Mistrzostwach Świata. Niedawno wygrał mistrzostwa Irlandii seniorów w wadze półciężkiej, pokonując mistrza Ulsteru Steven Donnelly'ego.
Na młodzieżowych mistrzostwach Moylette pokonał Freda Evansa z Walii i Juana Garcię z Kuby, aby dostać się do finału, w którym pokonał Daniyara Yeleussinova z Kazachstanu i zdobył tytuł mistrzowski

### Mistrzostwa Europy
Pomimo pokonania w ćwierćfinale Mistrzostw Irlandii, Moylette został wysłany na Mistrzostwa Europy 2011 w Ankarze, Moylette zapewnił sobie co najmniej srebrny medal w wadze półciężkiej po zwycięstwie nad Hajiliyev Heybatulla z Azerbejdżanu w półfinale 23 czerwca. 24 czerwca zdobył złoty medal po zwycięstwie 18-10 nad Tomem Stalkerem.

## Profesjonalna kariera
Moylette jest trenowany przez Paschala Collinsa, brata mistrza świata Steve'a Collinsa. Zadebiutował jako zawodowiec w marcu 2017 roku w The Grand Connaught Rooms w Londynie, odnosząc trzy kolejne zwycięstwa w tym samym roku w Bostonie w USA.
Do czerwca 2017 roku Moylette zgromadził nieskazitelny rekord 11-0. Następnie stanął do walki o swój pierwszy zawodowy tytuł w rodzinnym hrabstwie Mayo. Moylette zmierzył się z Meksykaninem Christianem Uruzquietą o tytuł World Boxing Council International Silver Lightweight.